# ZRS-4 USS Akron
L'USS Akron (numero di scafo ZRS-4) era un dirigibile rigido prodotto dall'azienda statunitense Goodyear-Zeppelin Corporation e utilizzato dalla United States Navy nei primi anni trenta. È noto per essere stato – assieme all'aeronave gemella USS Macon (ZRS-5) – l'unico dirigibile dotato di un hangar interno per una piccola pattuglia di cinque caccia biplani, meritandosi quindi la definizione di portaerei volante.

## Storia

### Il progetto

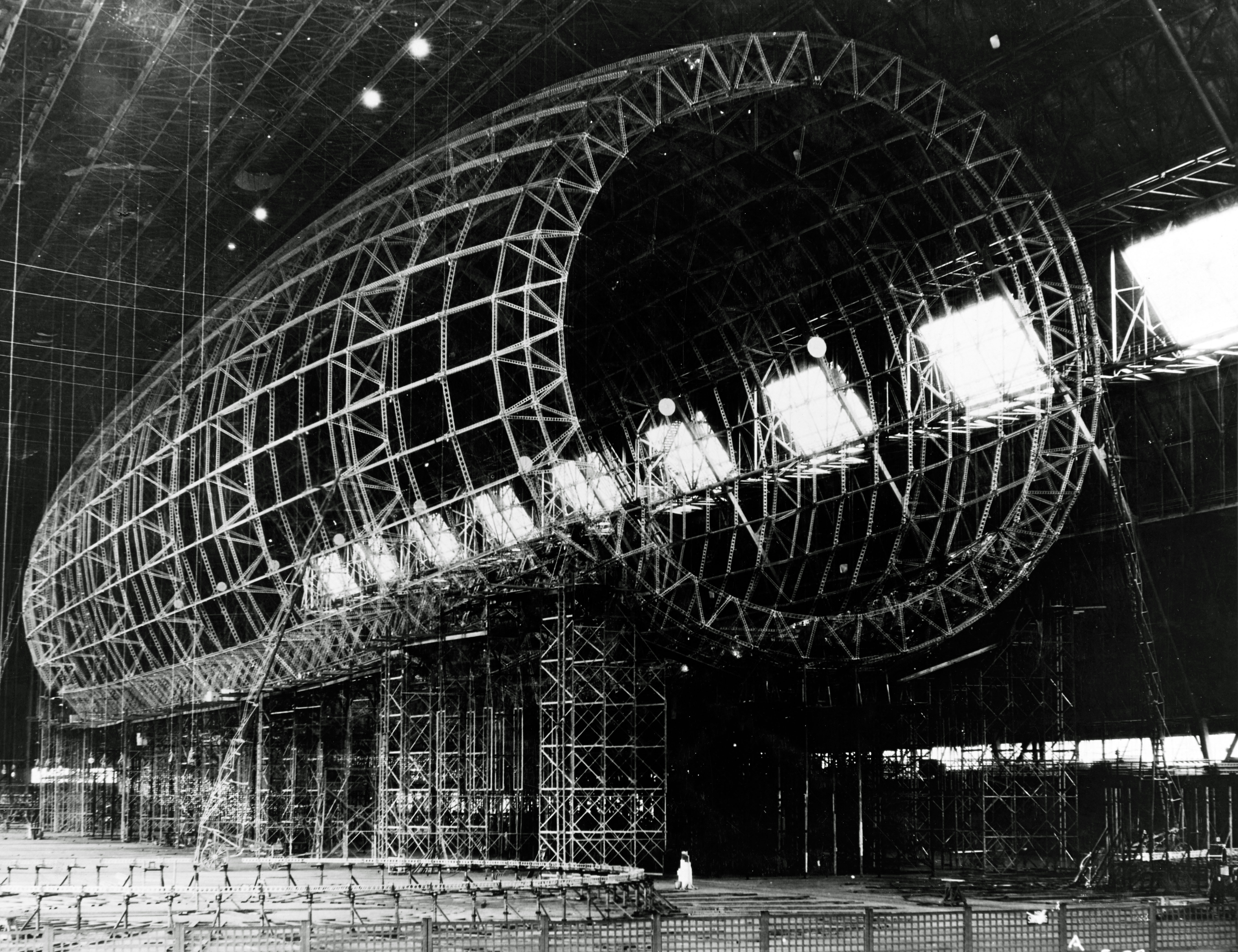
Novembre 1930, lAkron in costruzione

Lo ZRS-4 era il secondo dirigibile rigido di costruzione statunitense, dopo lo USS Shenandoah (ZR-1). Infatti il mai consegnato ZR-2 era di costruzione britannica e lo USS Los Angeles (ZR-3) era stato costruito nei cantieri Zeppelin di Friedrichshafen, come LZ 126.
L'autorizzazione per la realizzazione di due grandi dirigibili rigidi di una nuova classe, fortemente sostenuta dal contrammiraglio William A. Moffett, capo del Bureau of Aeronautics, fu ottenuta il 24 giugno 1926 e l'anno successivo vennero stanziati i primi fondi ed effettuato un concorso tra i diversi progettisti. Vincitrice fu la Goodyear-Zeppelin Corporation, la ditta era nata da uno scambio azionario e di conoscenze tra la statunitense Goodyear e la tedesca Zeppelin.
L'accordo, fortemente voluto da Hugo Eckener durante la costruzione e vendita dell'USS Los Angeles, permetteva alla ditta statunitense di contare sui progettisti tedeschi, mentre la Zeppelin otteneva il 10% della Goodyear. Questo scambio sancì la definitiva ripresa della ditta tedesca dalla crisi successiva alla prima guerra mondiale.
Nel 1928, in seguito alle proteste della American Brown Boveri Electric Corporation, venne tenuta una nuova gara d'appalto, ma il progetto Goodyear-Zeppelin, risultava comunque vincente. Il progetto era di Karl Arnstein, trasferito dalla Zeppelin alla ditta statunitense assieme ad altri tredici progettisti. Il progetto rappresentava un'evoluzione dei precedenti progetti della Zeppelin, in particolare si differenziava per avere tre "chiglie", ovvero anziché avere un unico telaio longitudinale principale (chiglia, definizione mutuata dai dirigibili semirigidi), telaio a cui erano connessi i vari anelli, collegati poi da altre travature longitudinali, ne possedeva tre, uno in alto, e gli altri due paralleli a 135° rispetto alla verticale. Questo soluzione, oltre a garantire maggiore robustezza, permetteva di allestire quella che rappresentava la grande innovazione del dirigibile: un hangar interno capace di contenere fino a cinque aerei. Infatti sul lato inferiore dell'involucro, le due travature principali correvano parallele, lasciando quindi uno spazio sufficiente ad aprire dei portelli che formavano un'apertura a forma di T da dove lanciare e recuperare gli aerei. L'hangar misurava circa 22 metri di lunghezza, 18 di larghezza e poco meno di 5 in altezza.

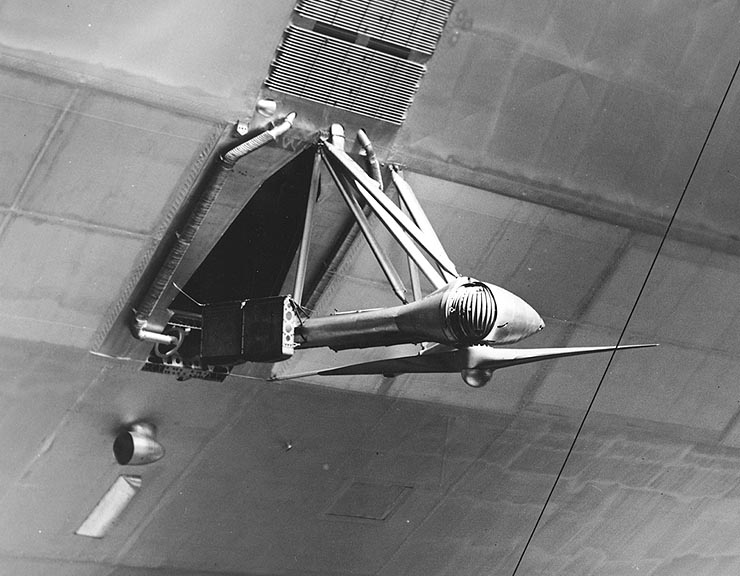
Dettaglio di una delle eliche ruotata in posizione orizzontale

Come i dirigibili statunitensi era gonfiato con il gas nobile elio. Fu possibile installare internamente gli otto motori (quattro per lato), che azionavano le eliche, poste esternamente su apposita intelaiatura, per mezzo di un asse. Le eliche, reversibili, potevano essere ruotate di 90° verso il basso, in modo da aiutare il dirigibile nelle fasi di manovra e di decollo. Con i motori disposti internamente all'involucro, l'acqua di raffreddamento era utilizzata per scaldare gli alloggiamenti dell'equipaggio, posti ai lati dell'hangar. Sulla sommità dell'involucro erano disposti una serie di pozzi di ventilazione.
Visti i costi nettamente superiori dell'elio rispetto all'idrogeno, la riequilibratura dei pesi, in particolare riguardo al consumo di carburante, non poteva essere effettuata liberando gas. Per questo motivo sulle fiancate del dirigibile, proprio sopra all'alloggiamento delle eliche, erano piazzati dei collettori di vapore acqueo, in modo da riequilibrare con l'acqua il peso perduto.
La gondola di comando era posizionata in posizione avanzata, e nella pinna inferiore era installata una sala di comando secondaria, utilizzabile in caso di emergenza. Fu possibile installarla in quanto tra le diverse modifiche richieste dalla U.S. Navy, l'unica rilevante riguardo alla configurazione del dirigibile riguardava proprio le derive.
Il progetto di K. Arnstein prevedeva i classici timoni degli Zeppelin, lunghi e ben raccordati con l'involucro del dirigibile. Con questa soluzione i timoni erano connessi a tre degli anelli principali del dirigibile. La Marina degli Stati Uniti richiedeva però che dalla gondola di comando fosse possibile vedere il timone inferiore, per poter meglio controllare l'assetto del dirigibile. Le derive furono quindi rese più alte e profonde, estendendole oltre il diametro massimo dell'involucro, e soprattutto accorciate, in tal modo risultavano connesse solo a due degli anelli principali. Con questa modifica vennero alterati i carichi di progetto, che successivamente risulteranno troppo bassi.
La costruzione dello ZRS-4 iniziò il 31 ottobre 1929 nei cantieri della Goodyear-Zeppelin Corporation, presso Akron (Ohio). Nel corso di una cerimonia di stretta derivazione navale, il 7 novembre successivo il contrammiraglio W.A. Moffett, "piantò" il "golden rivet" (chiodo d'oro) nell'anello principale del dirigibile. Il 10 marzo 1930 iniziò l'assemblaggio dello scafo. Il 10 maggio successivo, Charles Francis Adams, segretario alla Marina (Secretary of the Navy), scelse per l'aeronave il nome di Akron, in onore della città in cui avveniva la costruzione. L'annuncio ufficiale del nome fu fatto, quattro giorni dopo, il 14, da Ernest Lee Jahncke, assistente dell'ufficio della segreteria della marina.

### Impiego operativo

#### Varo e primi voli

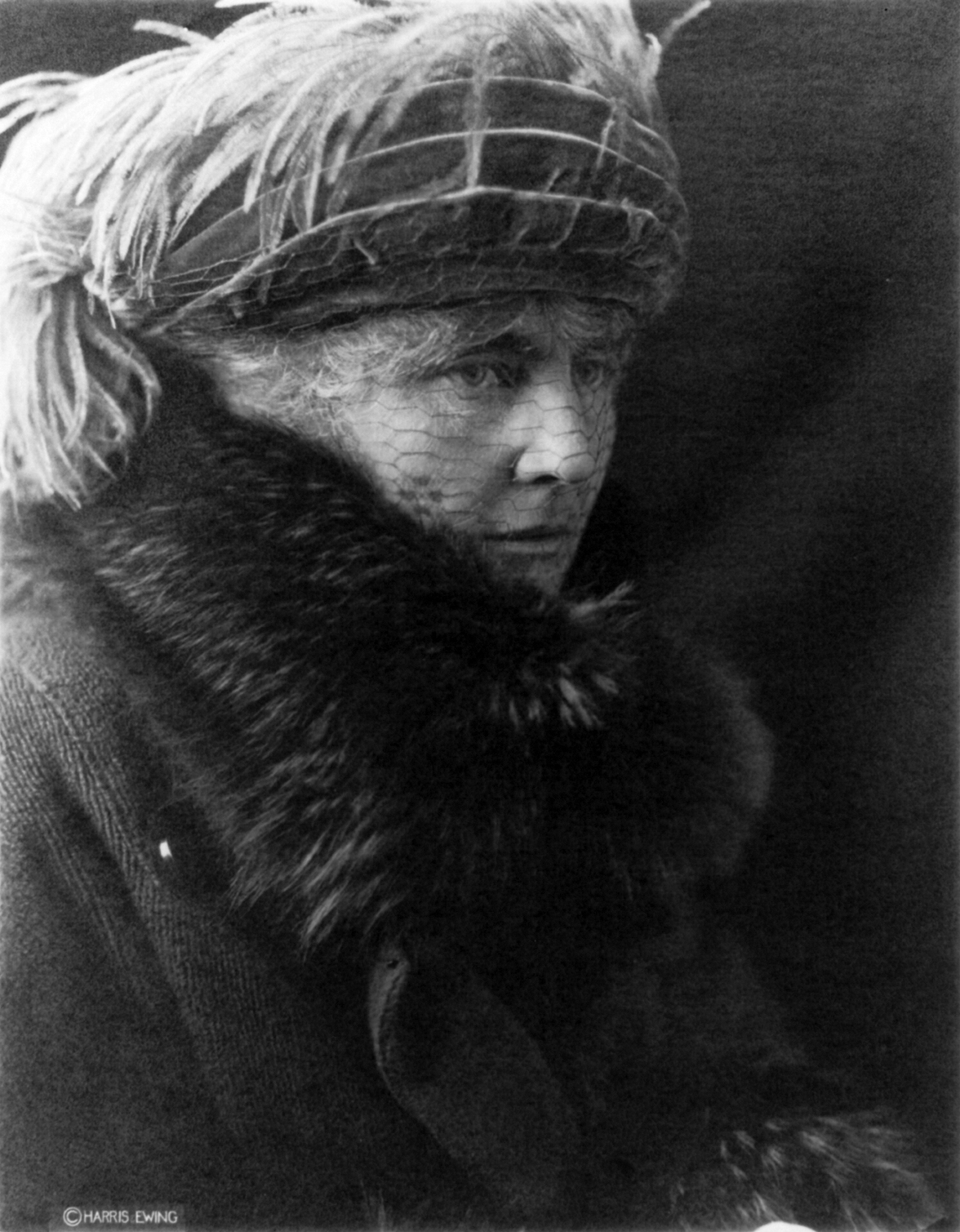
Lou Henry Hoover, 1922

Poco più di un anno dopo, l'8 agosto 1931, avvenne la cerimonia del varo, rappresentato per un dirigibile dalla prima ascensione (o librazione) nel proprio hangar. Madrina della cerimonia, la First Lady, la signora Lou Henry Hoover, moglie di Herbert Clark Hoover.
Il primo volo ebbe luogo, nell'area di Cleveland, il 23 settembre 1931 con ospiti a bordo il contrammiraglio W.A. Moffet e il Segretario di Stato C.F. Adams. Prima di essere trasferito alla base di destinazione, la Naval Air Station (NAS) di Lakehurst, New Jersey, l'USS Akron effettuò altri otto voli, principalmente sul lago Erie, ma spingendosi anche verso le città di Detroit, Milwaukee, Fort Wayne (Indiana), e Columbus (Ohio). Giunto a Lakehurst, il 27 ottobre 1931 nel corso della Giornata della Marina (Navy Day), il dirigibile venne armato e affidato al comando di Charles E. Rosendahl.

#### Primo volo con le insegne della U.S. Navy
Il 2 novembre 1931, l’Akron compì il primo volo con le insegne della U.S. Navy, percorrendo la costa orientale degli Stati Uniti verso Washington. Nelle settimane che seguirono, l'aeronave accumulò circa 300 ore di volo in una serie di voli. Due voli furono particolarmente significativi, uno il 3 novembre, in cui per dimostrare le capacità dei dirigibili a operare nelle emergenze, l'USS Akron volò con 207 persone a bordo, un record tuttora imbattuto per i dirigibili. L'altro volo, della durata di 46 ore, ebbe come meta Mobile (Alabama). Nel volo di ritorno il dirigibile nel suo percorso seguì le vallate dei fiumi Mississippi e Ohio.

#### Esercitazione, gennaio 1932

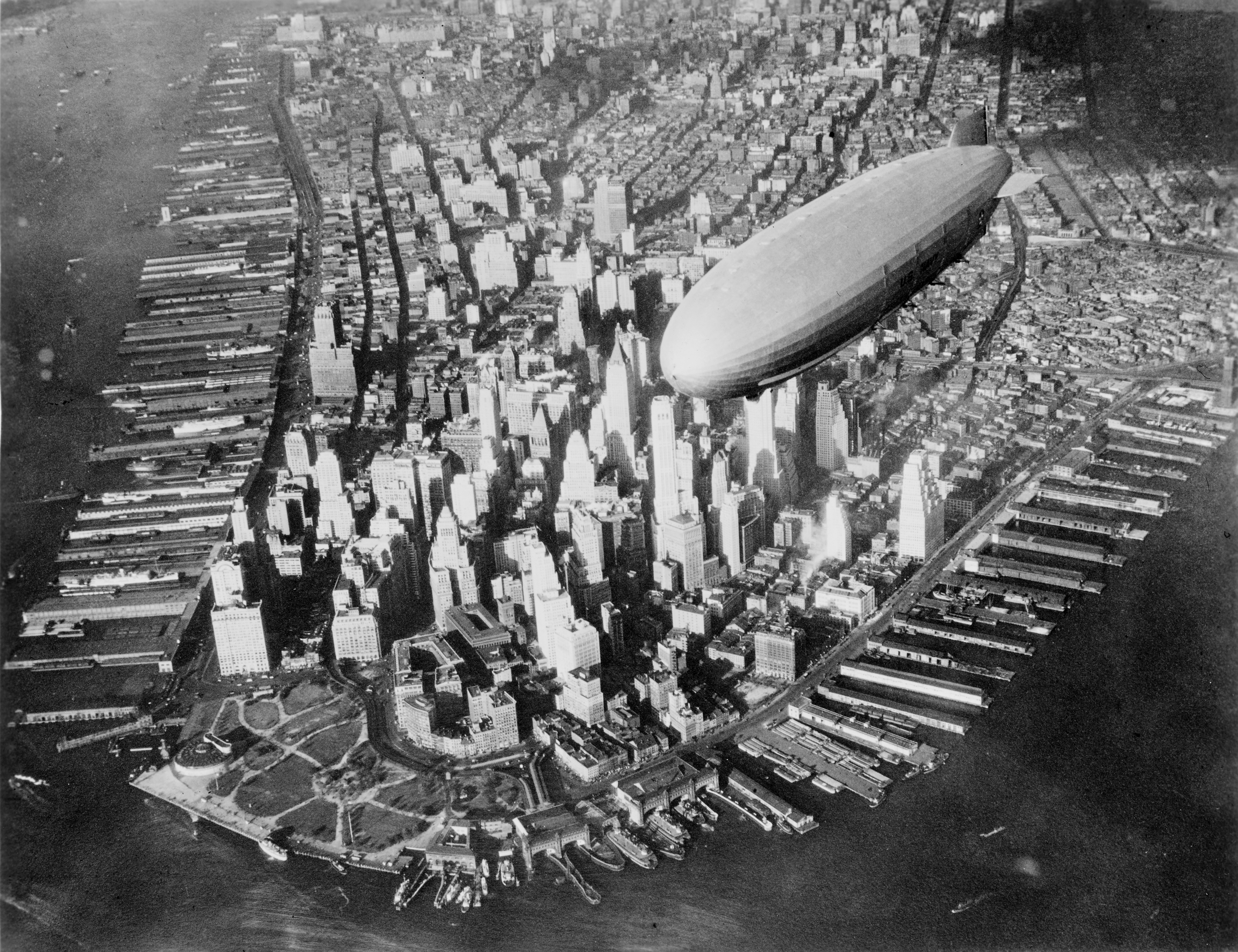
USS Akron mentre sorvola l'isola di Manhattan, New York City

La mattina del 9 gennaio 1932, l'USS Akron lasciò la base di Lakerhust, per unirsi alla Scouting Fleet (Flotta da ricognizione) impegnata nella tipica esercitazione di flotta dell'epoca, ovvero la Scouting Fleet doveva individuare una ipotetica flotta nemica, rappresentata da altre unità della US Navy. Procedendo lungo la costa del Nord Carolina, avrebbe poi dovuto puntare verso l'oceano Atlantico, con il compito di individuare un gruppo di cacciatorpediniere diretti verso la baia di Guantánamo. Una volta individuate, avrebbe dovuto seguire i loro movimenti (ovviamente cercando di non farsi individuare) e comunicarli alla Scouting Fleet.
Oltrepassata la costa del Nord Carolina alla 07:21 del 10 gennaio lo ZRS-4, continuò il volo procedendo verso sud. Il cattivo tempo impedì al dirigibile di individuare i cacciatorpediniere di cui era alla ricerca e con cui perse contatto intorno alle 12:40, venendo comunque avvistato in seguito dallo stesso. Il dirigibile proseguì nella direzione delle Isole Bahamas, arrivandovi in prossimità nel tardo pomeriggio. Durante la notte continuò la perlustrazione muovendosi verso nord-ovest, per poi cambiare rotta verso sud-est prima della mezzanotte. Alle 09:08 dell'11 gennaio l'USS Akron riuscì a individuare le luci dell'incrociatore leggero USS Raleigh (CL-7), localizzando, all'orizzonte verso est, una dozzina di cacciatorpediniere del suo gruppo, due minuti dopo. Poco dopo individuò un altro gruppo di cacciatorpediniere. Alle 10:00, esaurito il suo compito di ricognizione, poté lasciare l'esercitazione, in cui aveva ottenuto un giudizio di "successo con riserva" ("qualified success").
A questo proposito si può ricordare quanto scritto dallo storico Richard K. Smith The Airships Akron and Macon:
(The Airships Akron and Macon - Richard K. Smith)

#### Prime riparazioni, febbraio 1932

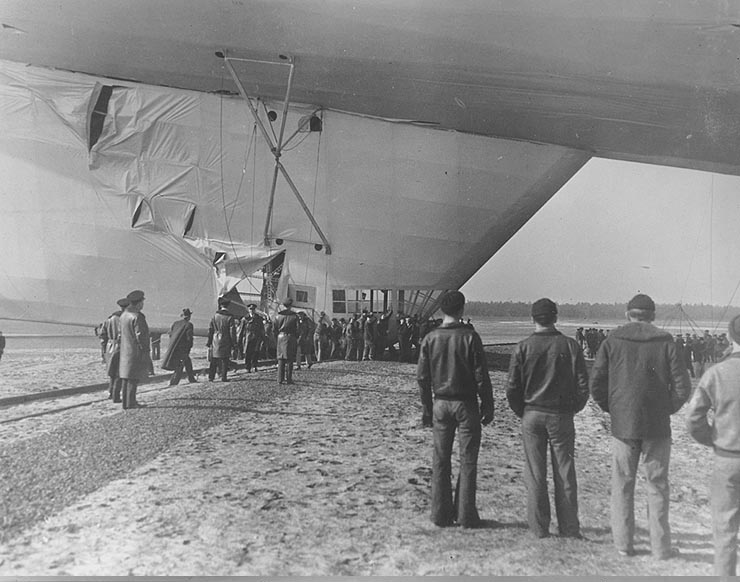
Il timone inferiore subito dopo l'incidente

L'USS Akron (ZRS-4) avrebbe dovuto partecipare al Fleet Problem XIII, ma un incidente verificatosi a Lakehurst il 22 febbraio 1932, ne impedì la partecipazione. Mentre l'aeronave veniva portata fuori dal suo hangar, la sua coda si allentò dal carrello di ormeggio e per un colpo di vento urtò più volte il terreno. Il danno maggiore era confinato all'impennaggio verticale inferiore, ma con l'occasione furono effettuate anche alcune sistemazioni e riparazioni relative all'equipaggiamento per le manovre a terra, che potevano aver indebolito il telaio principale.
Solo a primavera l’Akron poté riprendere il volo. Il 28 aprile effettuò un volo di nove ore, con ospiti a bordo il contrammiraglio W.A. Moffet e il Segretario di Stato C.F. Adams.

#### Lo "Spy Basket"

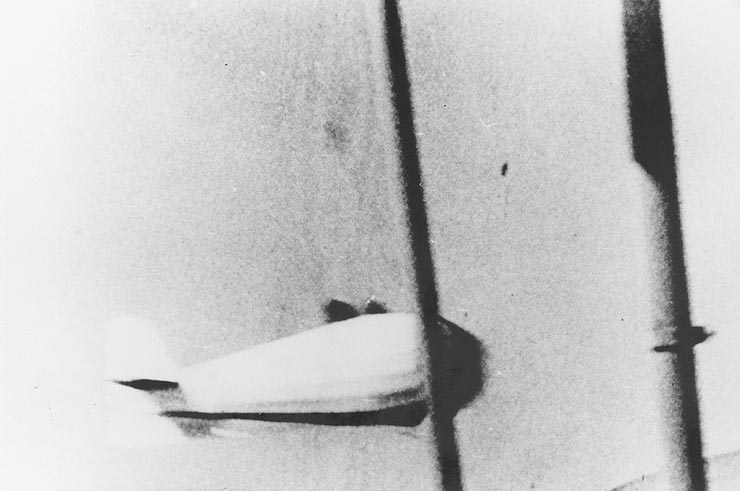
Lo spy basket (la foto si riferisce alle prove del 1934, effettuate con l'Uss Macon dopo la distruzione dell'Akron)

Poco dopo aver sbarcato a Lakerhust i due esimi passeggeri, il dirigibile venne impiegato per testare lo "Spy Basket" ("cesta spia"), sostanzialmente una struttura analoga alla fusoliera di un piccolo aereo, sospesa dal dirigibile per mezzo di un verricello, che poteva essere calata mentre questo volava sopra uno strato di nubi, in modo da poter restare occultato mentre gli osservatori effettuavano la loro opera di esplorazione. Questo strumento era già stato utilizzato con un certo successo dagli Zeppelin tedeschi durante la prima guerra mondiale. In questo caso la piccola sfera da osservazione veniva utilizzata per il puntamento.
L'esperimento sull’Akron non fu coronato da altrettanto successo: il dispositivo, "pilotato" da un sacco di sabbia per simulare l'eventuale osservatore, provò di essere "spaventosamente instabile", oscillando “graziosamente” da una parte all'altra dell'aeronave con l'allarmato equipaggio del dirigibile a fissarlo. L'esperimento venne ritentato tempo dopo sul dirigibile USS Macon.

#### Caccia imbarcati

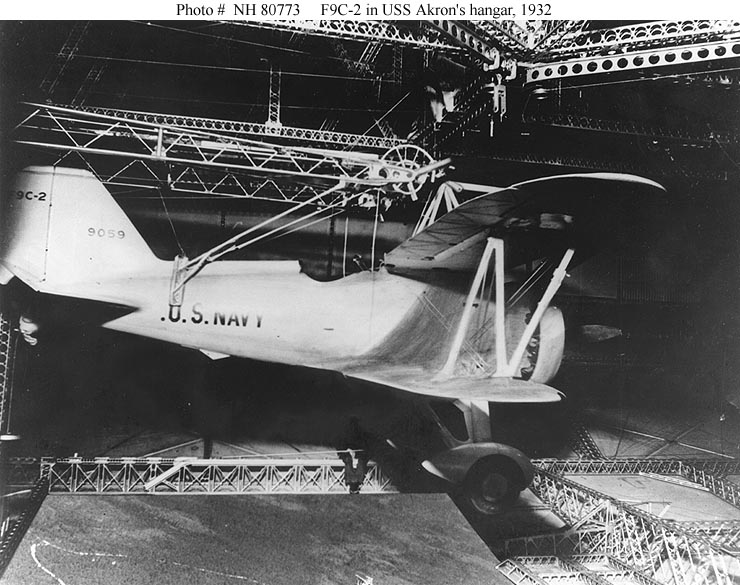
L'hangar del USS Akron, all'interno un Curtiss F9C

L’Akron e la sua nave gemella USS Macon (ZRS-5) (quest'ultima ancora in costruzione) erano considerate e studiate come possibili “portaerei volanti”, disponendo di un piccolo hangar interno per un piccolo gruppo di 4-6 velivoli con compiti di ricognizione.
Questo concetto di caccia parassita applicato ai dirigibili era stato introdotto dai britannici con diversi esperimenti a partire dal 1918. Successivamente era stato testato negli Stati Uniti sul dirigibile ZR-3 USS Los Angeles. A differenza dei precedenti esperimenti, nello ZRS-4 e nello ZRS-5 i velivoli erano mantenuti in un hangar interno, e venivano lanciati/recuperati per mezzo di un trapezio estensibile. È quindi più corretto parlare di caccia imbarcati (come per le portaerei), piuttosto che di caccia parassiti.
I velivoli erano destinati principalmente a estendere il raggio di ricognizione del dirigibile, piuttosto che fornire difesa contro eventuali aggressori. I Curtiss F9C Sparrowhawk destinati all'imbarco montavano comunque due mitragliatrici.
Il primo test venne effettuato il 3 maggio 1932, mentre l’Akron era in navigazione sopra la costa, con ospite a bordo il contrammiraglio George C. Day, presidente dell'Ufficio Ispezione e sorveglianza Board of Inspection and Survey. I primi due “agganciamenti” vennero condotti da un Consolidated N2Y, pilotato dal tenente Daniel W. Harrigan, e da un Curtiss XF9C-1 Sparrowhawk, pilotato dal tenente Howard L. Young. Il giorno successivo i due piloti effettuarono altre dimostrazioni, ospiti a bordo del dirigibile i membri dell'House Committee on Naval Affairs.

#### 11 maggio 1932: l'incidente in fase di ormeggio
Conclusasi questa serie di voli di prova, l’Akron partì da Lakehurst l'8 maggio 1932 diretto verso la costa occidentale degli Stati Uniti. Il dirigibile seguì la costa della Georgia, poi si mosse verso le pianure del golfo, e proseguendo attraverso gli Stati di Texas e Arizona. Sulla rotta verso la base di destinazione di Sunnyvale (California), l'aeronave raggiunse Camp Kearny (California) al mattino dell'11 maggio dove si sarebbe dovuta ormeggiare.
Questa base non disponeva di un equipaggiamento adatto all'ormeggio di un dirigibile delle dimensioni dell’Akron, né tanto meno i manovratori a terra erano stati addestrati a operare con un simile colosso. Quella che rappresentava una manovra sì delicata, ma di routine, si caricò di rischi. Nel mentre si iniziava la manovra, l'aeronave veniva riscaldata dal sole, e inoltre durante il suo viaggio di tre giorni, era stata alleggerita delle circa 40 tonnellate di gasolio consumate per il viaggio (nonostante il dirigibile disponesse di condensatori d'acqua per riequilibrare il peso), quindi risultava complessivamente molto più instabile e meno controllabile per le squadre a terra.
Per evitare che l'aeronave potesse mettersi a fluttuare liberamente, con conseguente rischio di mettersi in verticale con la poppa in alto e trattenuta solo dall'ormeggio a prua, venne deciso di tagliare il cavo d'ormeggio principale. Come reazione l'aeronave si appruò repentinamente, e i manovratori a terra, in gran parte marinai della Naval Training Station di San Diego, lasciarono le loro funi; tutti tranne pochi sfortunati. L'aeronave, infatti, svincolata da terra riprese a salire, trascinando con sé le funi e alcuni uomini che ancora le reggevano; uno di essi venne trascinato in aria fino a un'altezza di 5 m, prima di lasciare la presa; se la cavò con un braccio rotto. Altri tre uomini vennero trascinati ancora più in alto; due di loro, l'assistente carpentiere di 3ª classe Robert H. Edsall e l'apprendista marinaio Nigel M. Henton, persero la presa e morirono nell'impatto al suolo. L'apprendista marinaio C. M. "Bud" Cowart, riuscì ad aggrapparsi disperatamente alla sua fune, riuscendo a legarsi a essa; solo un'ora dopo venne recuperato, salvo, a bordo del dirigibile.
Di questo drammatico incidente esistono delle riprese filmate.
Nonostante tutto, l’Akron, riuscì a ormeggiarsi nel pomeriggio a Camp Kearny, per procedere poi verso Sunnyvale.

#### Voli sulla costa occidentale

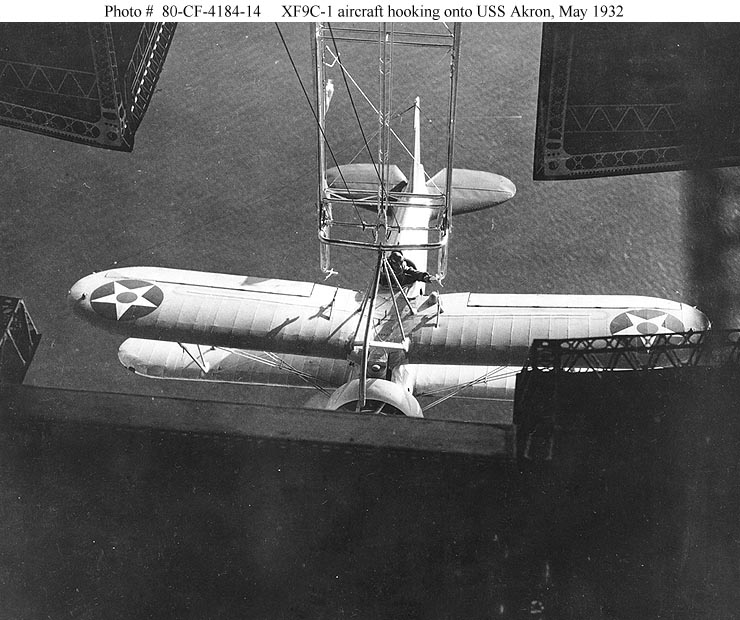
Maggio 1932, il prototipo XF9C-1 in fase di agganciamento

Nelle settimane che seguirono l'USS Akron volò lungo tutta la costa occidentale degli Stati Uniti, spingendosi fino al confine con il Canada, prima di raggiungere la Scouting Fleet per una nuova esercitazione, tenuta tra il 1º e il 4 giugno. Il dirigibile venne inquadrato all'interno della Squadra Verde (Green Force), con il compito di individuare le navi della Squadra Bianca (White Force). Questa volta, le forze avversarie del dirigibile potevano contare su idrovolanti imbarcati Vought 02U Corsair, mentre il dirigibile era sprovvisto dei suoi caccia/ricognitori imbarcati. Il dirigibile riuscì a individuare le forze avversarie in 22 ore, ma venne “abbattuto” dagli idrocaccia avversari, un fatto che non mancò di dar vita a critiche successive da parte di alcuni dei partecipanti all'esercitazione, critici sull'uso dei dirigibili; i sostenitori, invece, in particolare il comandante dell’Akron, C. Rosendhal, rimarcarono il fatto che, con i caccia come scorta, gli esiti sarebbero stati ben diversi.
L'USS Akron, necessitava a quel punto di qualche riparazione e quindi ripartì da Sunnyvale, l'11 giugno, per Lakehurst. Il volo di ritorno fu costellato di difficoltà, dovute principalmente al tempo sfavorevole ma dopo una "lunga e talvolta tormentata" trasvolata il dirigibile arrivò alla sua base, il 15 giugno. All'arrivo "settantanove uomini stanchi scesero dalla passerella dietro la gondola di comando, più che felici di essere rientrati a casa".
A quel punto lo ZRS-4 venne sottoposto a un periodo di revisione e riparazioni e nel mese successivo, luglio, prese parte alle ricerche del Curlew, uno yacht che non aveva raggiunto il porto di destinazione dopo una regata nelle Bermude; in questo periodo riprese anche le prove con gli aerei imbarcati.
Il 20 luglio il contrammiraglio Moffet si imbarcò di nuovo sul dirigibile ma il giorno dopo, a causa di una tempesta che aveva costretto a rinviare il ritorno alla base, lasciò il dirigibile a bordo di uno dei N2Y-1 dell'aeronave e fece ritorno a Lakehurst.
Nell'estate l’Akron entrò in una nuova fase della sua carriera, iniziando una intesa attività con il trapezio e un gruppo di nuovi F9C-2 Sparrowhawks, ultimo sviluppo del piccolo caccia; elemento chiave di questa nuova fase fu il cambio di comando, che venne affidato al comandante Alger H. Dresel; si unì all'equipaggio anche Frank C. McCord, che sarebbe diventato comandante l'anno successivo.

#### Secondo incidente ai timoni
Sfortunatamente un altro incidente ostacolò le essenziali esercitazioni e addestramento. Il 22 agosto 1932 una delle derive dell'USS Akron collise con una delle travature dell'hangar in seguito a un ordine affrettato di cominciare le operazioni di rimorchio fuori dal cerchio di attracco. A Lakerhust, infatti, vi era un sofisticato pilone d'ormeggio installato su rotaie per orientare al meglio l'aeronave: la coda, ovvero, era assicurata a un apposito carrello che si muoveva su un ampio binario circolare.
Nonostante questo secondo piccolo incidente che vedeva coinvolti i timoni del dirigibile, le riparazioni furono rapide e consentirono all'aeronave di effettuare altri otto voli sull'Atlantico negli ultimi tre mesi del 1932. Durante questi voli furono effettuate intense esercitazioni con i caccia F9C-2 e il trapezio, così come per le vedette e gli addetti alle mitragliatrici antiaeree. I compiti intrapresi coinvolgevano anche la manutenzione dei due aerei che erano impegnati nelle operazioni di pattugliamento ai fianchi dell’Akron.
Durante un periodo di sette ore, il 18 novembre 1932, il dirigibile e tre aerei perlustrarono un settore di 160 chilometri quadrati.

#### Ritorno alla flotta

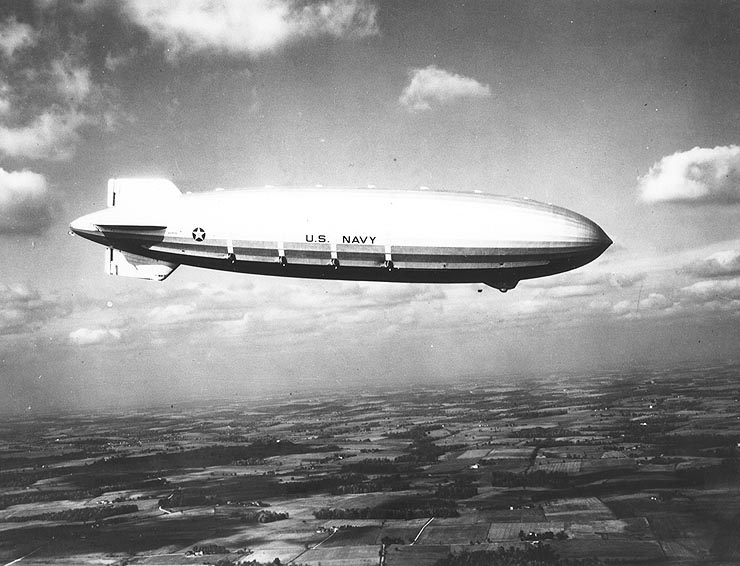
L'USS Akron in volo

Dopo le operazioni con base a Lakehurst fino alla fine del 1932 lo ZRS-4 era pronto a riprendere le esercitazioni con la flotta. Il pomeriggio del 3 gennaio 1933, Frank C. McCord rilevava il comando del dirigibile da A. Dresel, diventando il terzo comandante del dirigibile; poche ore dopo, l’Akron era diretto verso sud, verso la costa orientale, facendo una deviazione per puntare verso la Florida. Qui, il 4 gennaio, si rifornì alla base della Naval Reserve Aviation di Opa-locka, vicino a Miami e ripartì poi per la base di Guantánamo per un'ispezione ai siti della base; scopo di questa visita, così come quella nell'area di Panama nei mesi successivi era valutare l'ipotesi di costruire una base meridionale, dove il dirigibile avrebbe potuto “stanziare” per l'inverno, in modo da poter estendere la sua attività per tutto l'anno. Uno dei biposto Consolidated N2Y-1 servì come aerotaxi per trasportare i membri della squadra d'ispezione alla base e ritorno.
Poco dopo il dirigibile fece ritorno a Lakehurst per operazioni a livello locale, che furono interrotte per un periodo di due settimane causato dal cattivo tempo e in cui fu effettuata opera di revisione. Durante marzo l'aeronave riprese le esercitazioni con i caccia e in uno dei voli raggiunse Washington D.C., sorvolando la capitale il 4 marzo 1933, il giorno in cui Franklin D. Roosevelt giurò da Presidente degli Stati Uniti.
L'11 marzo il dirigibile ripartì dalla sua base dirigendosi verso Panamá; durante il tragitto si fermò brevemente a Opa-Locka prima di procedere verso Balboa Canal Zone. Qui era in corso un'ispezione per valutare un'area idonea all'installazione di una base per l'aviazione.
Tornando a nord il dirigibile fece nuovamente tappa a Opa-Locka per operazioni a livello locale; in questa occasione gli addetti ai pezzi antiaerei dell'aeronave si esercitarono con uno degli N2Y-1 imbarcati.
Il 22 marzo riprese la rotta di ritorno verso Lakerhust.

#### La fine
La sera del 3 aprile 1933 l'USS Akron partì da Lakehurst per operare lungo la costa del New England, dove avrebbe dovuto assistere alla calibrazione di impianti radio e radiogoniometri. A bordo si trovavano il contrammiraglio Moffett, il suo aiutante di campo, comandante Harry B. Cecil, il comandante della base di Lakehurst, comandante Fred T. Berry, il tenente colonnello dell'USAR, tenente colonnello Alfred F. Masury.
Ospite del contrammiraglio era un vicepresidente della Mack Truck Co., ditta fortemente interessata al potenziale dei dirigibili rigidi per il trasporto civile.
Procedendo lungo la sua rotta il dirigibile incontrò un fronte temporalesco; la situazione meteorologica non migliorò nonostante McCord avesse dato l'ordine di virare verso est. Il dirigibile oltrepassò Barnegat Light, New Jersey, alle 22:00. Fortissime raffiche di vento percossero spietatamente l'aeronave, spingendola inesorabilmente verso il mare; a quel punto, per fermare la discesa venne lanciata zavorra e data piena potenza agli otto motori e il dirigibile arrestò la sua discesa poco sopra i 200 m sul livello del mare; poco dopo riprendeva la velocità di crociera sui 180 m s.l.m.
Intorno alle 00:30 del 4 aprile, le raffiche di vento continuavano a trascinare l'aeronave verso l'oceano; l'altimetro continuava a indicare i 250 m ma l'aeronave si stava muovendo in una zona di bassa pressione e quindi la lettura risultava falsata e il dirigibile si trovava in realtà a una quota più bassa. Quando il timoniere nella gondola di comando si rese conto che il timone non rispondeva più ai comandi il timone inferiore era probabilmente già in acqua e pochi istanti dopo stessa sorte toccava alla sala comando e il dirigibile iniziava ad affondare nell'Atlantico.

Questi ultimi istanti poterono essere raccontati poiché uno dei tre superstiti, H.V. Wiley, si trovava nella gondola di comando e venne sbalzato fuori al momento dell'impatto.
I superstiti furono raccolti dalla motonave tedesca Phoebus, che si trovava nelle vicinanze.
Alle 00:23 i marinai tedeschi avevano visto delle luci abbassarsi verso l'oceano e avevano virato verso dritta per investigare, immaginando di trovarsi di fronte a un incidente aereo. Alle 00:55 la Phoebus recuperava il tenente comandante Herbert V. Wiley, che aveva perso conoscenza; altri tre uomini dell'equipaggio venivano recuperati da una scialuppa: il capo radiotelegrafista Robert W. Copeland, l'aiuto nostromo di II classe Richard E. Deal e il ferraio aeronautico di II classe Moody E. Ervin; nonostante i tentativi di rianimarlo, Copeland non riprese più conoscenza, morendo a bordo della Phoebus.
Nonostante i marinai tedeschi avessero individuato altri quattro o cinque uomini nel mare in tempesta, non capirono che la loro nave aveva incrociato il relitto dell'USS Akron fino a quando il tenente comandante H.V. Wiley non riprese conoscenza, circa mezz'ora dopo il recupero. La nave tedesca e le sue scialuppe perlustrarono la zona per altre cinque ore alla ricerca di altri superstiti, ma senza successo.
Con le sue 72 vittime, quello dell'USS Akron fu il più grave incidente aereo a quella data, e tuttora rimane il più grave incidente in cui sia rimasto coinvolto un dirigibile.
Alla grande tragedia si unì un altro dramma, visto che il blimp J-3, dirigibile floscio della US Navy inviato per le ricerche il giorno successivo, precipitò con la perdita di due uomini d'equipaggio.
Prima nave statunitense ad arrivare nelle acque del disastro fu la Tucker (CG-23), lancia armata della US Coast Guard, alle 06:00; questa prese a bordo i tre sopravvissuti e il corpo di Copeland.
Tra le altre navi che perlustrarono senza successo l'area del disastro: l'incrociatore pesante Portland (CA-33), il cacciatorpediniere Cole (DD-155), due cacciatorpediniere della Guardia Costiera, la McDougal, la Hunt, e un'altra lancia, la Mojave. Alle ricerche parteciparono anche due aerei della Guardia Costiera.
Gran parte delle vittime furono dovute ad annegamento e ipotermia, dato che l'equipaggio non era stato fornito di giubbotti di salvataggio e non c'era stato tempo a sufficienza per dispiegare l'unico canotto di salvataggio di cui era fornito il dirigibile.

#### Dopo l'incidente
La perdita dell'USS Akron (ZRS-4) rappresentò l'inizio della fine per i grandi dirigibili rigidi dell'U.S. Navy, anche perché tra le 72 vittime del disastro vi era il contrammiraglio William A. Moffett, uno dei maggiori sostenitori di questo mezzo: nonostante poche settimane dopo l'incidente volasse per la prima volta l'USS Macon (ZRS-5), l'aeronave gemella dell'USS Akron, prima conseguenza di questa perdita d'interesse fu la rimozione dal servizio attivo della USS Patoka (AO-9), l'unica nave appoggio dirigibili allora in servizio, con la quale l’Akron aveva cooperato nel 1932.
Il presidente Roosevelt commentò poco dopo:
(Franklin Delano Roosevelt)
L'incidente ebbe una vasta eco anche al di fuori degli Stati Uniti. In Italia, il 16 aprile 1933 il settimanale La Domenica del Corriere gli dedicò la copertina, con una tavola di Achille Beltrame accompagnata dal titolo: La caduta nell'oceano in tempesta dell'"Akron", il più grande dirigibile americano.
Il relitto del dirigibile, situato al largo di Atlantic City, è stato ispezionato l'ultima volta nel 2002; allora parte del telaio risultava ancora visibile.

## Media di fantasia

### Cinema
Anche se non direttamente citata l'idea della portaerei volante è riportata nel film di fantascienza steampunk uscito nel 2004 Sky Captain and the World of Tomorrow diretto dal regista Kerry Conran. Tra i mezzi futuribili e steampunk figura anche una portaerei volante comandata dal capitano Francesca "Franky" Cook (Angelina Jolie).
Nel film di animazione in 3D "UP" della PIXAR appare un'aeronave palesemente ispirata alle portaerei volanti di questa voce di Wikipedia.

### Fumetti
L'Akron è citato e ha ispirato parte del fumetto Il ritorno di Janus, seconda storia presente nell'albo n. 11 di Agenzia Alfa ideata da Antonio Serra e disegnata da Elena Pianta. Lo stile ricorda il fumetti Supereroica, una serie ispirata agli avvenimenti di guerra degli anni sessanta - anni settanta.

### Videogiochi
L'idea di portaerei volante è utilizzata nel simulatore di volo in stile steampunk Crimson Skies in cui il protagonista è un "pirata dell'aria" che usa uno Zeppelin come portaerei volante.